# Inger Österholm
Inger Maria Margareta Österholm, född 26 september 1942, död 22 mars 2007, var en svensk arkeolog, med gotländsk stenålder som specialitet. 
Hon disputerade 1989 vid Stockholms universitet med en avhandling om bosättningsmönster på Gotland under mellanneolitikum, och arbetade som lektor i arkeologi vid Högskolan på Gotland där hon även var prefekt. Hon var framför allt en av de drivande krafterna bakom Högskolans mångåriga Ajvideprojekt, men hon var också engagerad i en rad andra arkeologiska undersökningar, ofta i samarbete med Göran Burenhult, bl.a. på Irland och Trobriandöarna.
Inger Österholm var gift med den vetenskaplige mångsysslaren och förre rektorn vid Gotlands folkhögskola, Sven Österholm. Hon är begravd på Hemse kyrkogård.

## Publikationer i urval
- 1989 – Bosättningsmönstret på Gotland under stenåldern : en analys av fysisk miljö, ekonomi och social struktur. Stockholm.
- 1997 - Begravningsritualer på Gotland under mellanneolitikum. Till Gunborg. Stockholm.
- 2002 – Arkeologi på Stora Karlsö. Karlsöbladet. Stora Karlsö. Visby.